# 桃花台西駅
桃花台西駅（とうかだいにしえき）は、かつて愛知県小牧市古雅3丁目に存在した、桃花台新交通桃花台線の駅である。2006年10月の桃花台線の廃止にともない、廃駅となった。

## 歴史
- 1991年（平成3年）3月25日：開業[1]。当時は有人駅であった。
- 2002年（平成14年）頃：無人駅となる。
- 2006年（平成18年）10月1日：廃止。

## 駅構造
島式ホーム1面2線の高架駅。開業当初は有人駅であったが、2002年頃から無人駅となった。
ホームはホームドアによって完全に密閉されていたが、当駅にはエスカレーターやエレベーターは設置されていなかった。

## 利用状況
『小牧市統計年鑑』各号によると、乗車人員および乗降人員の推移は以下の通りである。
| 年                 | 年間     | 年間     | 年間     | 一日平均 | 一日平均 | 一日平均 | 備考                          |
| 年                 | 乗車人員 | 乗車人員 | 乗降人員 | 乗車人員 | 乗車人員 | 乗降人員 | 備考                          |
| 年                 | 総数     | 定期     | 乗降人員 | 総数     | 定期     | 乗降人員 | 備考                          |
| ------------------ | -------- | -------- | -------- | -------- | -------- | -------- | ----------------------------- |
| 1992（平成04）年度 | 110066   | 47608    | 218133   | 302      | 130      | 598      | [ 2 ]                         |
| 1993（平成05）年度 | 105506   | 45776    | 209995   | 289      | 125      | 575      | [ 3 ]                         |
| 1994（平成06）年度 | 97033    | 42435    | 193876   | 266      | 116      | 531      | [ 4 ]                         |
| 1995（平成07）年度 | 103599   | 41528    | 207198   | 283      | 113      | 566      | [ 5 ]                         |
| 1996（平成08）年度 | 104507   | 40476    | 209014   | 286      | 111      | 573      | [ 6 ]                         |
| 1997（平成09）年度 | 89184    | 35536    | 180372   | 244      | 97       | 494      | [ 7 ]                         |
| 1998（平成10）年度 | 87679    | 32391    | 176376   | 240      | 89       | 483      | [ 8 ]                         |
| 1999（平成11）年度 | 81084    | 28997    | 163310   | 222      | 79       | 446      | [ 9 ]                         |
| 2000（平成12）年度 | 75492    | 25423    | 150262   | 207      | 70       | 412      | [ 10 ]                        |
| 2001（平成13）年度 | 72357    | 25204    | 144490   | 198      | 69       | 396      | [ 11 ]                        |
| 2002（平成14）年度 | 74067    | 29618    | 148470   | 203      | 81       | 407      | 2003年3月27日上飯田連絡線開業 |
| 2003（平成15）年度 | 100866   | 39355    | 199410   | 276      | 108      | 545      | [ 13 ]                        |
| 2004（平成16）年度 | 108093   | 46455    | 213737   | 296      | 127      | 586      | [ 14 ]                        |
| 2005（平成17）年度 | 103852   | 44004    | 204699   | 285      | 121      | 561      | [ 15 ]                        |
| 2006（平成18）年度 | 47984    | 17922    | 94512    | 262      | 98       | 516      | 10月1日廃止                   |

## 駅周辺
数軒の店舗や診療所などがまとまっている。
- 小牧古雅郵便局
- 愛知県道453号明治村小牧線

かつては商業施設「エステ」（ 1981年（昭和56年）開店、2005年（平成17年）閉店）が駅前にあったが、後に解体され、跡地は古雅多目的広場となった。

## 廃止後の状態

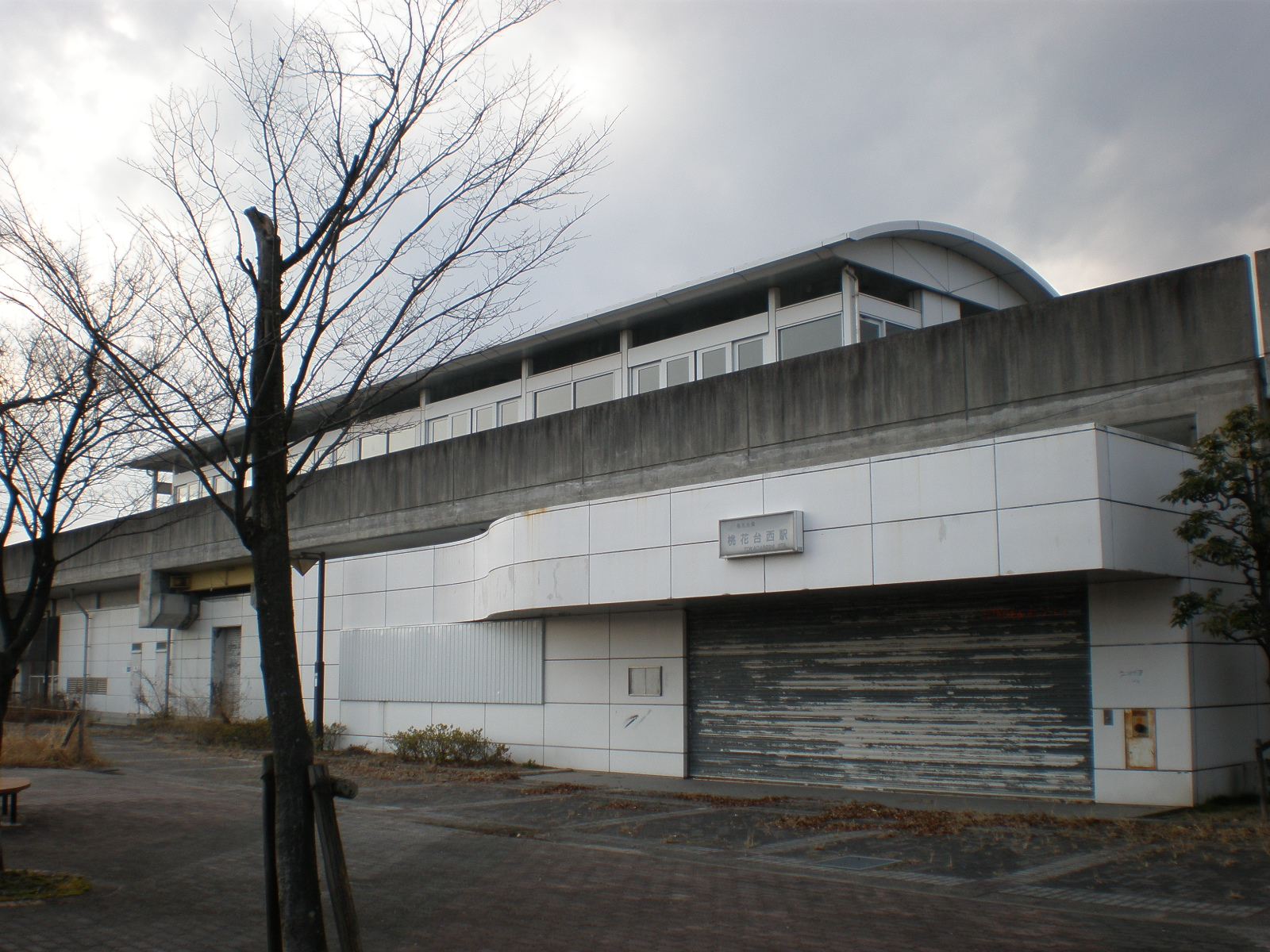
廃止後の駅舎（2008年）

駅廃止後は駅舎の入り口の防火シャッターが下ろされ、建物の中には入れないようになっている。また外光を取り入れるためのガラス窓などは、木材と鉄板で覆われ、割られないようにしてある。

## 隣の駅
桃花台新交通
■桃花台線
上末駅 - 桃花台西駅 - 桃花台センター駅